# 佐藤望美
佐藤 望美（さとう のぞみ、1995年11月9日 - ）は、日本の女優、グラビアアイドル。女性アイドルグループ「sherbet」の元メンバー。岩手県出身。ユキプロダクション所属。愛称はのぞみん。

## 経歴・人物
- 「夏終わったんです～秋なんです～」（2016年）にて初舞台。
- 「ミスヤングチャンピオン2018」にてグランプリを受賞[1]。
- 女性アイドルグループ「sherbet」のメンバーとして2018年から活動[2]。2020年12月に卒業。

## 出演

### テレビ
- 全力坂（2018年12月、テレビ朝日）
- 有吉反省会（2020年2月、日本テレビ）[3]

### 舞台
- 劇団爆烈ゲキ情!「夏終わったんです～秋なんです～[4]」（2016年10月21日 - 23日、北池袋・新生館シアター）
- ユキプロダクション「三人ヨシコ」（2017年12月8日 - 10日、北池袋・新生館シアター）
- 劇団ドリームプリンセス「ぴんすぽ! Pin-Spot Part2[5]」（2018年4月4日 - 8日、新宿村LIVE）
- 三栄町LIVE×秋田書店「ヤンチャン学園しばいぶ!～はじめまして!恋のはなびは断然ハートの Snow Drop!～[6]」（2018年8月22日 - 25日、三栄町LIVE STAGE） - 日替わりゲスト
- アサルトリリィ×私立ルドビコ女学院×人狼TLPT「未来への十字架II[7]」（2019年2月8日 - 16日、大塚・萬劇場） - 寺崎・ジータ・玲央奈 役[8]
- 平熱43度「アシュラ[9]」修チーム（2020年3月19日 - 22日、八幡山・ワーサルシアター） - 新山奈緒 / 雪森小春 2役[10]
- 「ミュージカル『クリスマスキャロル』2020[11]」（2020年12月9日 - 15日、鶯谷・東京キネマ倶楽部） - 天使ラファエル 役
- 劇団ぱすてるからっと「BOXinBOX」（2021年5月27日 - 30日、池袋・シアターグリーン BOXinBOX THEATER） - プレザン 役
- 劇団ぱすてるからっと「天明高校サイエンス部![12]」晴チーム（2021年10月20日 - 24日、池袋・シアターグリーンBOXinBOX THEATER） - W主演 神崎紫音 役
- 劇団ぱすてるからっと「リリーフ・ライト・ガン」光チーム（2022年4月13日 - 17日、CBGKシブゲキ!!） - 乃亜博士 役
- イベント企画OZ 「蒼天の宴[13]」（2022年7月6日 - 10日、新宿・シアターサンモール） - 明里 役[14]
- カラスカ「ざつおん!」（2022年9月7日 - 11日、下落合・TACCS1179） - 本田ひかり 役[15]
- 劇団ぱすてるからっと「裏シンデレラ物語[16]」時チーム（2022年9月28日 - 10月2日、下北沢・小劇場B1） - 妖精 役
- 劇団25､6時間「いつか手に取るその日にdume.ene.ga.ak」（2022年12月14日 - 18日、大塚・萬劇場） - 遠藤美穂 役
- イベント企画OZ「戦国NEO原∞[17]」（2023年1月11日 - 15日、新馬場・六行会ホール） - チャチャ 役[18]
- イベント企画OZ「雨上がりのあさに」（2023年2月22日 - 26日、池袋・シアターグリーン BIG TREE THEATER） - Aチーム 木谷夕夏 / Bチーム 園田詩央 役[19]
- 劇団ぱすてるからっと「時計塔のレイラ[20]」鍵チーム（2023年4月26日 - 30日、CBGKシブゲキ!!） - レイラ 役[21]
- 劇団ぱすてるからっと「コネクト・ライフ」星チーム（2024年12月4日 - 8日、CBGKシブゲキ!!） - モリアーティ 役[22]

## 作品

### DVD
- 渋谷区立原宿ファッション女学院 番外編 ソロイメージ（2016年7月16日、オルスタックソフト）
- のぞみん。（2017年3月31日、グラッソ）
- 美少女名鑑（2017年8月31日、グラッソ）
- 彼女のおねいさん（2017年12月22日、雪美舎）
- 天使のハニカミ（2020年7月20日、ラインコミュニケーションズ）
- 秘密のガイダンス（2021年1月26日、イーネット・フロンティア）
- 今夜、指輪はずします。（2021年6月25日、竹書房）
- 妄想テンプテーション（2021年11月20日、ラインコミュニケーションズ）
- あまキャン（2022年4月26日、エアーコントロール）
- 恥ずかしがってるキミが好き（2024年5月20日、ラインコミュニケーションズ）